# 帝皇戰紀
《極限戰士》（日语：OVERMAN キングゲイナー）為日昇動畫製作、日本動畫導演富野由悠季導演的電視動畫，2002年開始在日本WOWOW播出。此作與《機動神腦》、《∀GUNDAM》並稱為富野的「復活三部曲」。

## 故事內容
由於人類過快的發展導致環境出現異常，為確保地球永久適合人類居住，人們在環境嚴酷的土地（如沙漠或西伯利亞）建立了「圓拱城邦」，把環境相對較好的土地讓給了動植物。有一些人認為應該回歸自然、生活在自己原本的土地，然而由於這樣會令壟斷巨蛋都市鐵路的大財團「西伯利亞鐵路」利益受損，因此該財團極力阻止人們離開。曾經有一名少女美亞帶領人民來到了亞邦（德文「日本」的意思），她的故事也為後人所傳誦。自此有人成為「逃難主義者」，展開了回歸的計劃「逃難行動」（Exodus，出埃及記的英文名字）。
在遊戲稱王的少年——基拿·辛格，在冬至嘉年華前夕的上課時間，被西伯利亞鐵路警察隊以身為「逃難主義者」的原因含冤困進地牢裏，並認識了同為剛被拉入地牢的紀因·比佐。在紀因的帶領下，基拿逃出了地牢，到達公營城邦的權貴密達尤公爵的倉庫，及借來了（其實是偷）公爵的古董超限人（Overman）。基拿坐上超限人，並以自己在遊戲的稱號「帝皇基拿」（King Gainer）作為機體名字。

## 登場人物
基拿·辛格（聲：（日本）野島裕史；（香港）梁偉德）
17歲，本故事的主角。喜歡莎拉。雙親由於反對「逃難行動」而被殺害，因此基拿亦不喜歡「逃難主義者」。雙親被殺後，連續打機27天，由於在遊戲連勝200場而獲得「帝皇」的稱號。在紀因的帶領下獲得超限人「帝皇基拿」，並加入「逃難行動」的「加留隊」。
紀因·比佐（聲：（日本）かわのをとや；（香港）潘文柏）
28歲，有「黑色南十字星」的稱號，「逃難行動」的承包商。負責計畫帶領大家逃亡。
莎拉·高達瑪（聲：（日本）小林愛；（香港）袁淑珍）
17歲，基拿的同學，「加留隊」成員。
愛娜·密達尤公主（聲：（日本）鬼頭典子；（香港）林元春）
8歲，密達尤公爵的女兒。由於嚮往自由的生活而跟著基拿等人一起逃走。
仙茜亞·里因（聲：（日本）水城麗奈；（香港）梁少霞）
18歲。在遊戲中認識了基拿，並一直視基拿為競爭對手，由於在遊戲連勝200場而獲得「皇后」的稱號。為已死去的母親感到自豪。由於其血統的關係（她的祖母及母親均有優秀的超限人駕駛技巧），一直被西伯利亞鐵路總裁訓練為超限惡魔駕駛員，並得到視「駕駛超限人是遊戲」的錯誤觀念。
傑斯·蒙特（聲：（日本）佐佐木誠二；（香港）譚炳文）
西伯利亞鐵路總裁。

## 機動兵器及世界觀設定
圓拱城邦（Domepolis）
輪廓驅動器（Silhouette machine）
超限人（Overman）
超限戰術（Over Skill）
超限人的能力，不同的超限人均有不同戰術，同時超限人穿上Over Coat能加強或獲得不同的能力。

### 超限人
帝皇基拿（King Gainer）
基拿的坐駕，有多種超限戰術，包括高速移動、以光子脈動圈作盾牌、冷凍等，配有武器——鏈鋸槍。
超限惡魔（Overdevil）

## 主題曲
片頭曲
作詞：井荻麟、作曲、編曲：田中公平、歌：福山芳樹
片尾曲
- 「Can you feel my soul」

作詞：いのうえひでのり、作曲、編曲：岡崎司、歌：
劇中歌
作詞：井荻麟、作曲：田中公平、編曲：、歌：
作詞：井荻麟、作曲：田中公平、編曲：、歌：
作詞：井荻麟、作曲、編曲：田中公平、歌：
插入曲
作詞：井荻麟、作曲、編曲：田中公平、歌：

## 各話標題
| 話數 | 中文標題             | 日文原題 | 劇本       | 導演            | 分鏡            | 作画監督                     | 日本播放日     | 香港首播日      |
| ---- | -------------------- | -------- | ---------- | --------------- | --------------- | ---------------------------- | -------------- | --------------- |
| 1    | 紀因與基拿           |          | 大河内一楼 | 笹木信作        | 斧谷稔          | 吉田健一                     | 2002年 9月7日  | 2004年 12月14日 |
| 2    | 討回公道             |          | 大河内一楼 | 宮地昌幸        | 斧谷稔          | 吉田健一                     | 9月14日        | 12月16日        |
| 3    | 勁爆！超限戰術       |          | 大河内一楼 | 森邦宏          | 森邦宏          | しんぼたくろう 中田栄治      | 9月21日        | 12月21日        |
| 4    | 勝利之味是香吻的味道 |          | 大河内一楼 | 久保山えい一    | 斧谷稔          | 重田敦司                     | 9月28日        | 12月23日        |
| 5    | 西伯利亞的閃耀目光   |          | 大河内一楼 | 渡邊哲哉        | 西沢晋          | 大森英敏                     | 10月5日        | 12月28日        |
| 6    | 聖者里根的刺客       |          | 高山治郎   | 笹木信作        | 東海林真一      | 米山浩平 池田有 高瀬健一     | 10月12日       | 12月30日        |
| 7    | 鐵路之王：傑斯蒙特   |          | 浅川美也   | 森邦宏          | 森邦宏          | 鷲田敏弥                     | 10月19日       | 2005年 1月6日   |
| 8    | 地獄式跑驛站         |          | 高橋哲子   | 宮地昌幸        | 東海林真一      | 中田栄治 橋本誠一            | 10月26日       | 1月13日         |
| 9    | 奮鬥！雅甸都老師     |          | 浅川美也   | 久保山えい一    | 斧谷稔 冨永恒雄 | 重田敦司                     | 11月2日        | 1月20日         |
| 10   | 亞斯咸的執着         |          | 野村祐一   | 五十嵐達也      | 斧谷稔 北村真咲 | 大森英敏                     | 11月9日        | 1月27日         |
| 11   | 偷不走的眼淚         |          | 大河内一楼 | 笹木信作        | 笹木信作        | 樋口靖子 田中雄一            | 11月16日       | 2月3日          |
| 12   | 巨石陣的攻防戰       |          | 高山治郎   | 森邦宏          | 斧谷稔          | しんぼたくろう 高瀬健一      | 11月30日       | 2月10日         |
| 13   | 布倫梟迪之淚         |          | 高山治郎   | 宮地昌幸        | 宮地昌幸 斧谷稔 | 下井草伊井乃弼 奥村正志      | 12月7日        | 2月17日         |
| 14   | 變形，支配者         |          | 浅川美也   | 橫山彰利        | 橫山彰利 斧谷稔 | 吉田健一                     | 12月14日       | 2月24日         |
| 15   | 鑽石線路與熔岩       |          | 高山治郎   | 渡邊淳一        | 小原正和 斧谷稔 | 小原充 福島秀樹              | 12月21日       | 3月3日          |
| 16   | 奮戰，雅甸都隊       |          | 大河内一楼 | 笹木信作        | 笹木信作        | 中田栄治 橋本誠一            | 2003年 1月11日 | 3月10日         |
| 17   | 沒謊言的世界         |          | 大河内一楼 | 五十嵐達也      | 斧谷稔          | 重田敦司                     | 1月18日        | 3月17日         |
| 18   | 刀刃的脆弱           |          | 野村祐一   | 羽生尚靖        | 北村真咲        | 井上哲                       | 1月25日        | 3月31日         |
| 19   | 里安烈達的噩夢       |          | 高山治郎   | 宮地昌幸        | 森邦宏          | しんぼたくろう 高瀬健一      | 2月1日         | 4月7日          |
| 20   | 卡迪荃的敗績         |          | 浅川美也   | 森邦宏 古賀理恵 | 森邦宏 斧谷稔   | 大森英敏                     | 2月8日         | 4月14日         |
| 21   | 超限人的暗角         |          | 高橋哲子   | 五十嵐達也      | 斧谷稔          | 下井草伊井乃弼               | 2月15日        | 4月21日         |
| 22   | 亞加多的結晶         |          | 浅川美也   | 笹木信作        | 笹木信作        | 吉田健一 中田栄治            | 2月22日        | 4月28日         |
| 23   | 超限惡魔復活         |          | 高山治郎   | 山本裕介        | 山本裕介        | 重田敦司                     | 3月1日         | 5月5日          |
| 24   | 超限頂點             |          | 高山治郎   | 羽生尚靖        | 斧谷稔          | 井上哲 西山忍                | 3月8日         | 5月12日         |
| 25   | 冰雪之中             |          | 大河内一楼 | 宮地昌幸        | 西澤晋 斧谷稔   | しんぼたくろう 高瀬健一      | 3月15日        | 5月19日         |
| 26   | Game Over            |          | 大河内一楼 | 森邦宏          | 斧谷稔          | 吉田健一 中田栄治 千羽由利子 | 3月22日        | 5月26日         |